# 히타이트 신화
히타이트 신화는 메소포타미아 신화에 크게 영향을 받아서 히타이트와 루위(루비)의 종교는 인도-유럽어족의 요소를 포함한다. 예를 들면 테슙은 천둥신이며 그와 뱀 일루얀카와 다툼이 있다.
타르훈트는 아들 텔레피누와 딸 이나라가 있으며 이나라는 푸룰리 샘 축제와 관련된다. 그녀는 보호신(ㄷ람마)이다. 이샤라는 맹세의 여신이다.
쿠마르비는 타르훈트의 아버지이며 쿠마르비의 노래에서 그의 역할은 크로노스를 생각나게 하는 것이다. 울리쿠미는 쿠마르비에 의해 태어난 돌 괴물로 티폰과 흡사하다.
기후와 번개의 루위 신은 피하사사로 그리스 페가수스의 근원일 수 있다. 복합 동물의 묘사는 시기의 아나톨리아 예술의 전형이다.
태양의 여신은 아린나(크산토스)였다.